# Trận Phú Bình
Trận Phú Bình (chữ Hán: 富平之战: Phú Bình chi chiến) là một trận chiến trong chiến tranh Kim-Tống trong lịch sử Trung Quốc năm 1130. Tại khu vực Phú Bình (nay là phía bắc Phú Bình, Thiểm Tây), quân Kim đánh bại một cuộc phản công có quy mô lớn của quân Tống.

## Hoàn cảnh
Tháng 7 năm 1130, tứ thái tử Hoàn Nhan Tông Bật vượt sông đánh Nam Tống không thành công, Kim Thái Tông tạm thời bỏ qua ý định vượt sông để đưa quân tiến vào Giang, Chiết, hòng tiêu diệt cơ đồ nhà Nam Tống.
Căn cứ vào kiến nghị của Tả phó nguyên soái Hoàn Nhan Tông Hàn, ở Trung Nguyên nhà Kim sẽ giúp đỡ cho hàng thần Lưu Dự nhà Nam Tống lập ra chính quyền Tề thân Kim, nhường y tiếp quản ba khu vực Hoài Đông, Hoài Tây và Kinh Tây, để y kiến lập vùng hòa giải xung đột với Nam Tống, nhằm làm tê liệt ý chí kháng cự của nhân dân Trung Nguyên.
Đồng thời nhà Kim giải trừ các cánh quân đang uy hiếp khu vực Hà Đông mà Nam Tống kiểm soát, quyết tâm tập kết trọng binh trước hết đánh lấy khu vực Thiểm Tây, muốn chuyển phương hướng chủ yếu đánh Tống từ Đông Nam sang Tây Bắc, lấy Hữu phó nguyên soái Ngoa Lý Đóa thay thế Thiểm Tây đô thống Lâu Thất làm chủ soái công Thiểm, đồng thời quân của Hoàn Nhan Tông Bật của khu vực từ Giang Nam lùi đến khu vực Lục Hợp  ở phía Tây điều đến Lạc Dương, mong muốn tiến công Thiểm Tây, như thế sau này có thể vào Xuyên mà từ phía đông đánh xuống, vu hồi diệt Tống.
Tống Cao Tông không rõ Kim triều đã thay đổi phương lược đánh Tống, Hoài Nam chỉ có Hữu giám quân Hoàn Nhan Xương chỉ huy Kim quân, sau khi quân của Hoàn Nhan Tông Bật đã được điều về phía Tây, Tống Cao Tông sợ quân Kim lại vượt sông nam hạ, bèn mệnh cho Tri xu mật viện sự kiêm Xuyên Thiểm Tuyên phủ xứ trí sử Trương Tuấn phát động tấn công, nhằm khống chế Kim quân ở Hoài Nam, khiến họ không thể hợp quân nam hạ.

## Diễn biến

### Trương Tuấn trù bị cho cuộc phản công
Trương Tuấn nóng lòng thỏa mãn mong muốn của Cao Tông, đã bất chấp thực tế yếu kém của quân Tống, bác bỏ kiến nghị của Thiểm Tây Đô thống chế Khúc Đoan, cần án binh không vội đánh, giữ vững nơi hiểm yếu đợi thêm 1, 2 năm hãy tiến hành phản công, mà còn bãi miễn chức vụ của Khúc Đoan, giáng xuống làm Đoàn luyện phó sứ.
Trương Tuấn tuyển tướng rèn binh, điều chỉnh sắp xếp quân đội, tự hiến 2 vạn hoàng kim, thu trước 5 năm tiền thuế của dân ở khu vực Xuyên Thiểm, tập trung một lượng lớn lương thảo tiền lụa, để cung ứng quân nhu, quyết tâm dựa theo chỉ ý của Tống Cao Tông mà cất một cuộc phản công lớn, trước hết chuẩn bị phân binh đánh chiếm Đồng Châu, Lân Châu, Duyên Châu, rồi mới cùng Kim quân quyết chiến.
Tháng 8, Trương Tuấn công bố hịch văn đánh Kim, mệnh cho quyền Vĩnh Hưng Quân lộ Kinh lược sứ Ngô Giới  thu phục Trường An, Hoàn Khánh lộ Kinh lược sứ Triệu Triết thu phục Lân Châu, Duyên Châu. Vừa đánh đã thắng, làm cho Trương Tuấn càng thêm khinh thị quân Kim.
Kim triều nghe tin quân Tống phản công, mệnh cho Hoàn Nhan Tông Bật mang 2 vạn kỵ binh tinh nhuệ từ Lạc Dương đến cứu viện Thiểm Tây, Lâu Thất soái hơn vạn quân từ Hà Đông tiến đến Tuy Đức Quân ngăn cản quân Tống đông tiến.

### Giao chiến tại Phú Bình
Trương Tuấn biết được chủ lực của quân Kim đã vào Thiểm, cho rằng thời cơ quyết chiến đã đến, liền dùng Hi Hà lộ Kinh lược sứ Lưu Tích làm Đô thống chế, soái lĩnh Kinh Nguyên lộ Kinh lược sứ Lưu Kĩ, Tần Phượng lộ Kinh lược sứ Tôn Ác, cùng Triệu Triết, Ngô Giới cả thảy 5 lộ đại quân, bộ, kị 18 vạn người, phao lên 40 vạn, hướng về bình nguyên Phú Bình, Diệu Châu, Quan Trung tập kết, tự mình ngồi giữ Bân Châu đốc chiến.
Tháng 9, Lưu Tích đưa 5 lộ quân Tống tiến xuống khu vực Phú Bình, Hoàn Nhan Tông Phụ đưa quân Kim tiến về phía đông Phú Bình, hạ trại ở Bộ huyện, 2 bên cách nhau hơn 80 dặm.
Quân Tống lấy một nơi có ao đầm cỏ lau um tùm làm chướng ngại, dựng doanh bày trận, các lộ quân Tống dùng hương dân để vận chuyển lương thảo, cho cắm trại bên ngoài Tống doanh. Sắp đặt xong rồi, chư tướng kiến nghị nhân lúc Lâu Thất chưa đưa quân đến, Kim quân chưa thể hợp quân, thế lực chưa mạnh, nên tiến hành công kích quân của Hoàn Nhan Tông Bật, Trương Tuấn tự phụ mình binh thế hùng mạnh, muốn diệt trọn địch quân, nhất quyết đưa thư cho quân Kim hẹn ngày hội chiến.
Hoàn Nhan Tông Phụ nhận chiến thư rồi, không trả lời, cố ý làm ra vẻ yếu để làm quân địch kiêu căng. Lâu Thất đưa quân ra phía sau Phú Bình, tự mình lên núi để quan sát trận thế của quân Tống, phát hiện Tống quâm tuy chiếm ưu thế về binh lực, nhưng tường lũy lại không chắc, kẻ hở rất nhiều, cực dễ công phá.
Trương Tuấn cho rằng quân Kim sợ đánh, càng thêm kiêu ngạo khinh địch; thậm chí còn gửi trang phục đàn bà cho chủ soái quân Kim, để chế nhạo đối phương hèn yếu. Trương Tuấn cho bố cáo với toàn quân nếu ai bắt được Lâu Thất, sẽ phong làm Tiết độ sứ và thưởng tiền, lụa các thứ lên đến hàng vạn. Lâu Thất bắt chước lời lẽ đó, trương bảng nói với bộ hạ rằng nếu ai bắt sống được Trương Tuấn, sẽ cho một con lừa, một xúc vải.
Trước trận chiến, Đô thống chế Lưu Tích triệu tập chư tướng thương nghị sách lược tiến binh. Ngô Giới kiến nghị, quân Tống ở nơi địa thế bất lợi, nên dời đến nơi đất cao, để khắc chế kị binh của quân Kim. Lưu Tích và các tướng lĩnh khác lại cho rằng, ta đông địch ít, trước mặt lại có đầm lầy cản trở, kị binh quân Kim không thể vượt qua, nên không đồng ý. Vì muốn dọa nạt quân Kim, Lưu Tích cho dựng quân kì của Khúc Đoan đã bị bãi quan, bị Lâu Thất biết được.
Ngày 24, Lưu Tích sai hơn ngàn người, phát động tấn công nhằm thăm dò quân Kim, Lâu Thất đặt phục binh nới hiểm yếu, trước sau giáp kích, vừa bắt vừa giết bằng sạch số quân này.
Giữa trưa, quân Kim sai kiêu tướng Hoàn Nhan Chiết Hợp đưa 3000 kị binh tinh nhuệ, mang theo túi đất tiến hành san lấp đầm lầy mở đường tiến quân, rồi đột kích vào trại hương dân bên ngoài Tống doanh. Hương dân kinh sợ chạy vào doanh Tống, làm cho quân Tống rối loạn. Quân Tống thảng thốt nghênh chiến, không thể thống nhất chỉ huy, 5 lộ quân mã đều phải tự lo lấy mình.
Hoàn Nhan Tông Phụ thừa thế lấy quân của Lâu Thất làm cánh phải, quân của Hoàn Nhan Tông Bật làm cánh trái phát động tấn công. Lưu Kĩ, em Lưu Tích lập tức đưa quân Kinh Nguyên lộ nghênh đánh quân ở cánh trái của Hoàn Nhan Tông Bật, bao vây cánh quân này, Kim tướng Xích Trản Huy chỉ huy kị binh tinh nhuệ vướng vào nơi bùn lầy mà không thể vượt qua, bị chém chết rất nhiều, dũng tướng Hàn Thường bị tên lạc vào một mắt, vẫn gắng sức khổ chiến, cùng Hoàn Nhan Tông Bật phá vây mà ra, nhưng đều bị đẩy lui về.
Lâu Thất thấy thế nguy cấp, tuy trong người có bệnh, vẫn không quản thân mình mà gắng gượng đưa quân cánh phải đánh mạnh vào cánh quân Hoàn Khánh lộ của Triệu Triết, Lâu Thất đi trước sĩ tốt, ra sức chiến đấu, các bộ tướng Bồ Sát Hồ Trản, Giáp Cốc Ngô Lý đều hăng hái xông lên, dần dần vãn hồi thế trận.
Các lộ quân Tống không cứu ứng lẫn nhau, Triệu Triết thế cô không thể chống nổi, tự ý rời bỏ đơn vị, bộ tướng của ông ta thấy thế đều tranh nhau chạy trốn. Hoàng hôn, quân Kim càng tấn công mãnh liệt, quân Tống tan vỡ, chạy về Phương Châu, bỏ lại tất cả quân nhu, xe cộ.

## Hậu quả
Tháng 10, Trương Tuấn nhằm khỏa lấp sai lầm trong chỉ huy của mình, kết tội mà biếm chức Lưu Tích, chém đầu Triệu Triết cùng bộ tướng của ông ta là Trương Trung, Kiều Trạch, khiến cho lòng quân kinh sợ, tướng lĩnh Hoàn Khánh lộ là Mộ Dung Thao đầu hàng Tây Hạ, tướng lĩnh Kinh Nguyên lộ là Trương Trung Ngạn, Lý Ngạn Kì đầu hàng quân Kim. Trương Tuấn lùi về giữ Tần Châu, Thiểm Tây chấn động.
Sau trận chiến, Kim quân lợi dụng số lương thảo quân tư cướp được, sai hàng tướng Nam Tống dẫn đường, thừa thắng cất đại quân tiến vào nội địa Thiểm Tây.
Tháng 3 năm 1131, quân Kim đánh chiếm phần lớn khu vực 5 lộ của Thiểm Tây, quân Tống chỉ giữ được các châu Giai, Thành, Dân, Thao Phượng , cùng với các cửa ải khẩn yếu của đất Thục là Hòa Thượng Nguyên của Phượng Tường phủ, Phương Sơn Nguyên của Lũng Châu dựa vào địa hình hiểm trở mà bố trí phòng ngự, cùng Kim quân đối địch.